# Ángel Elizalde Sainz de Robles
Ángel Elizalde Sainz de Robles (Viana, Navarra, 25 de febrero de 1912 - Sevilla, 23 de enero de 1939) fue un abogado y combatiente requeté español, muerto en campaña en el frente de Extremadura durante la Guerra Civil Española.

## Biografía
Nació en Viana en 1912, estudiando el bachillerato en los Institutos de Logroño y Zaragoza. Posteriormente se licenció en Derecho por la Universidad de Valladolid.
Era militante tradicionalista y presidente de la Juventud Tradicionalista de Pamplona. Al estallar la Guerra Civil, se dedicó desde el principio a la organización del Requeté en Navarra, saliendo voluntario para el frente de Somosierra el 19 de julio de 1936 como alférez del Tercio del Rey. El 29 de julio de 1936 resultó herido de gravedad, siendo hospitalizado. Estando aún convaleciente, marchó nuevamente al frente para proseguir la campaña. Al poco tiempo fue ascendido a teniente. En el frente de Extremadura cayó mortalmente herido, falleciendo en el Hospital Militar de Sevilla el 23 de enero de 1939.
Fue hermano del también requeté y diputado a Cortes Jesús Elizalde Sainz de Robles.